# Epidonta mediata
Epidonta mediata är en fjärilsart som beskrevs av Sergius G. Kiriakoff 1962. Epidonta mediata ingår i släktet Epidonta och familjen tandspinnare. Inga underarter finns listade i Catalogue of Life.